# Кливланд (Флорида)
Кливланд (енгл. Cleveland) насељено је место без административног статуса у америчкој савезној држави Флорида.

## Демографија
По попису из 2010. године број становника је 2.990, што је 278 (-8,5%) становника мање него 2000. године.
| Група             | 2000.         | 2010.         |
| Белци             | 3.170 (97,0%) | 2.796 (93,5%) |
| Афроамериканци    | 13 (0,4%)     | 32 (1,1%)     |
| Азијати           | 7 (0,2%)      | 23 (0,8%)     |
| Хиспаноамериканци | 47 (1,4%)     | 85 (2,8%)     |
| Укупно            | 3.268         | 2.990         |